# Iridopsis ciocolatinaria
Iridopsis ciocolatinaria är en fjärilsart som beskrevs av Charles Oberthür 1883. Iridopsis ciocolatinaria ingår i släktet Iridopsis och familjen mätare. Inga underarter finns listade i Catalogue of Life.